# مشروع لينكولن
مشروع لينكولن هي لجنة عمل سياسية أميركية حيث تم تشكيلها في أواخر سنة 2019 بواسطة العديد من الجمهوريين البارزين الحاليين والسابقين. تهدف اللجنة إلى منع إعادة انتخاب دونالد ترامب في الانتخابات الرئاسية لعام 2020 وهزيمة مؤيديه في مجلس الشيوخ الأمريكي.أعلنت اللجنة في أبريل 2020 بتأييدها للمرشح الرئاسي الديمقراطي المفترض جو بايدن.

## روابط خارجية
- الموقع الرسمي